# Merle Oberon
Merle Oberon (Bombay, 19 februari 1911 - Malibu (Californië), 23 november 1979) was de artiestennaam voor Merle O'Brien Thompson, een in India geboren Brits actrice. Ze stond bekend als 'de geraffineerde vrouw'.

## Biografie
Oberon werd geboren en opgevoed in India. Over haar ouders gaan er veel mysteries rond. Ze zou geboren zijn als dochter van de uit Sri Lanka afkomstige Constance Selby, maar werd opgevoed door dier moeder Charlotte en haar partner Arthur Tompson. Haar zou altijd verteld zijn dat Constance de jonge zus van Charlotte was. Terwijl sommigen beweren dat ze werd geboren als dochter van rijke mensen in India, beweren andere dat ze de dochter was van een Chinese hoteleigenaar in Tasmanië. Wel is ze bekend dat ze in haar jeugd opgroeide in armoede, totdat ze in 1917 de kans kreeg naar school te gaan.
In haar tienerjaren raakte Oberon geïnteresseerd in acteren en bezocht regelmatig nachtclubs. Ze had in deze periode relaties met veel oudere mannen. In 1929 ontmoette ze een man die beweerde dat hij haar voor kon stellen aan Rex Ingram. Ze volgde hem naar Frankrijk en wist indruk te maken op Ingram, die potentie zag in haar exotische uitstraling. Ze verhuisde vervolgens naar Engeland, waar ze in een nachtclub werkte onder de pseudoniem Queenie O'Brien. Ondertussen had ze een aantal ongenoemde rollen in films.
Na een aantal jaren werd ze ontdekt door regisseur Alexander Korda, die haar de artiestennaam 'Merle Oberon' gaf en haar de rol van Anna Boleyn gaf in The Private Life of Henry VIII (1933). De film werd een groot succes en resulteerde erin dat Oberon een grote ster werd in Engeland. Ze deed er in deze periode alles aan te verbergen dat ze halfbloed was en toen haar moeder, die een donkere huidskleur had, zei ze tegen de pers dat het haar huishoudster was. Ze kreeg een relatie met Korda, met wie ze ook trouwde in 1939. Dit leverde de actrice veel publiciteit op. Hij deelde haar contract met Samuel Goldwyn, die zorgde voor haar doorbraak in Hollywood.
The Dark Angel (1935) was de eerste Hollywoodfilm die de actrice maakte en leverde haar onmiddellijk een Oscarnominatie op. Ze groeide in mum van tijd uit tot een van de populairste actrices en raakte bevriend met verscheidene grootheden in Hollywood, onder wie Norma Shearer. In 1939 was ze te zien in de film waarvoor ze het best herinnerd wordt; Wuthering Heights. Ze bleef tot aan het eind van de jaren 40 een van de populairste actrices uit die periode, totdat ze in een reeks films te zien waren die flopten.
Oberon trouwde in totaal vier keer. Met haar derde echtgenoot Bruno Pagliai adopteerde ze twee kinderen. Zelf baarde ze nooit kinderen. Haar laatste echtgenoot was de Nederlander Robert Wolders. Ze stierf op 68-jarige leeftijd aan een beroerte.

## Filmografie
- Biblioteca Nacional de España: XX1064045
- Bibliothèque nationale de France: cb14030842g (data)
- Catàleg d'autoritats de noms i títols de Catalunya: 981058609978306706
- Gemeinsame Normdatei: 140691189
- International Standard Name Identifier: 0000 0001 2099 2922
- Library of Congress Control Number: n78073879
- Nationale Bibliotheek van Tsjechië: pna2004261723
- Nationale bibliotheek van Australië: 35750489
- Nationale Bibliotheek van Israël: 987007424817705171
- Nederlandse Thesaurus van Auteursnamen: 070481423
- SNAC: w67660nv
- Système universitaire de documentation: 059739959
- Trove: 1070559
- Virtual International Authority File: 14972204
- WorldCat: E39PBJvd3tbFhb88W8jBbGrrMP